# Manulea (erebídeos)
Manulea (Arctiidae) é um gênero de traça pertencente à família Arctiidae.